# خدمتکاران حیله‌گر
خدمتکاران حیله‌گر (به انگلیسی: Devious Maids) یک مجموعه تلویزیونی آمریکایی با موضوع کمدی-درام و معمایی و ساخته مارک چری است. پخش این مجموعه از ۲۳ ژوئن ۲۰۱۳ شروع شد و تا ۸ اوت ۲۰۱۶ ادامه پیدا کرد.